# Sapingia valga
Sapingia valga är en insektsart som beskrevs av Nielson 1979. Sapingia valga ingår i släktet Sapingia och familjen dvärgstritar. Inga underarter finns listade i Catalogue of Life.